# Gujan-Mestras
Gujan-Mestras [ɡyʒɑ̃ mɛstʁas] est une commune du Sud-Ouest de la France, dans le département de la Gironde, en région Nouvelle-Aquitaine.

## Géographie

### Localisation
Gujan-Mestras se situe au sud du bassin d'Arcachon, en Pays de Buch. Considérée comme la capitale de l'ostréiculture arcachonnaise, Gujan-Mestras abrite sept ports tournés vers le bassin qui sont d'ouest en est : 
- le port de la Hume qui allie ostréiculture et plaisance,
- le port de Meyran,
- le port de Gujan,
- le port de Larros avec sa jetée promenade et centre actif des constructions navales (Couach),
- le port du Canal,
- le port de la Barbotière, pôle ostréicole, qui accueille aussi le lycée des métiers de la mer et la maison de la conchyliculture
- le port de la Mole qui n'a jamais été dragué ou utilisé car difficile d'accès.

|  |

### Communes limitrophes
Les communes limitrophes en sont Le Teich à l'est, La Teste-de-Buch à l'ouest et Sanguinet à l'extrême sud.
|                  | Bassin d'Arcachon |          |
| La Teste-de-Buch | Gujan-Mestras     | Le Teich |
|                  | Sanguinet         |          |

### Climat
Pour des articles plus généraux, voir Climat de la Nouvelle-Aquitaine et Climat de la Gironde.
Historiquement, la commune est exposée à un climat océanique aquitain.  
En 2020, Météo-France publie une typologie des climats de la France métropolitaine dans laquelle la commune est exposée à un climat océanique et est dans la région climatique  Littoral charentais et aquitain, caractérisée par une pluviométrie élevée en automne et en hiver, un bon ensoleillement, des hiver doux (6,5 °C), soumis à la brise de mer.
Pour la période 1971-2000, la température annuelle moyenne est de 13,3 °C, avec une amplitude thermique annuelle de 13,7 °C. Le cumul annuel moyen de précipitations est de 970 mm, avec 12,9 jours de précipitations en janvier et 7 jours en juillet. Pour la période 1991-2020, la température moyenne annuelle observée sur la station météorologique la plus proche, située sur la commune de Belin-Béliet à 27 km à vol d'oiseau, est de 14,0 °C et le cumul annuel moyen de précipitations est de 927,7 mm,. Pour l'avenir, les paramètres climatiques de la commune estimés pour 2050 selon différents scénarios d’émission de gaz à effet de serre sont consultables sur un site dédié publié par Météo-France en novembre 2022.

## Urbanisme

### Typologie
Au 1er janvier 2024, Gujan-Mestras est catégorisée ceinture urbaine, selon la nouvelle grille communale de densité à sept niveaux définie par l'Insee en 2022.
Elle appartient à l'unité urbaine de La Teste-de-Buch-Arcachon, une agglomération intra-départementale regroupant quatre  communes, dont elle est ville-centre,,. Par ailleurs la commune fait partie de l'aire d'attraction de Bordeaux, dont elle est une commune de la couronne,. Cette aire, qui regroupe 275 communes, est catégorisée dans les aires de 700 000 habitants ou plus (hors Paris),.
La commune, bordée par l'océan Atlantique, est également une commune littorale au sens de la loi du 3 janvier 1986, dite loi littoral. Des dispositions spécifiques d’urbanisme s’y appliquent dès lors afin de préserver les espaces naturels, les sites, les paysages et l’équilibre écologique du littoral, tel le principe d'inconstructibilité, en dehors des espaces urbanisés, sur la bande littorale des 100 mètres, ou plus si le plan local d’urbanisme le prévoit.

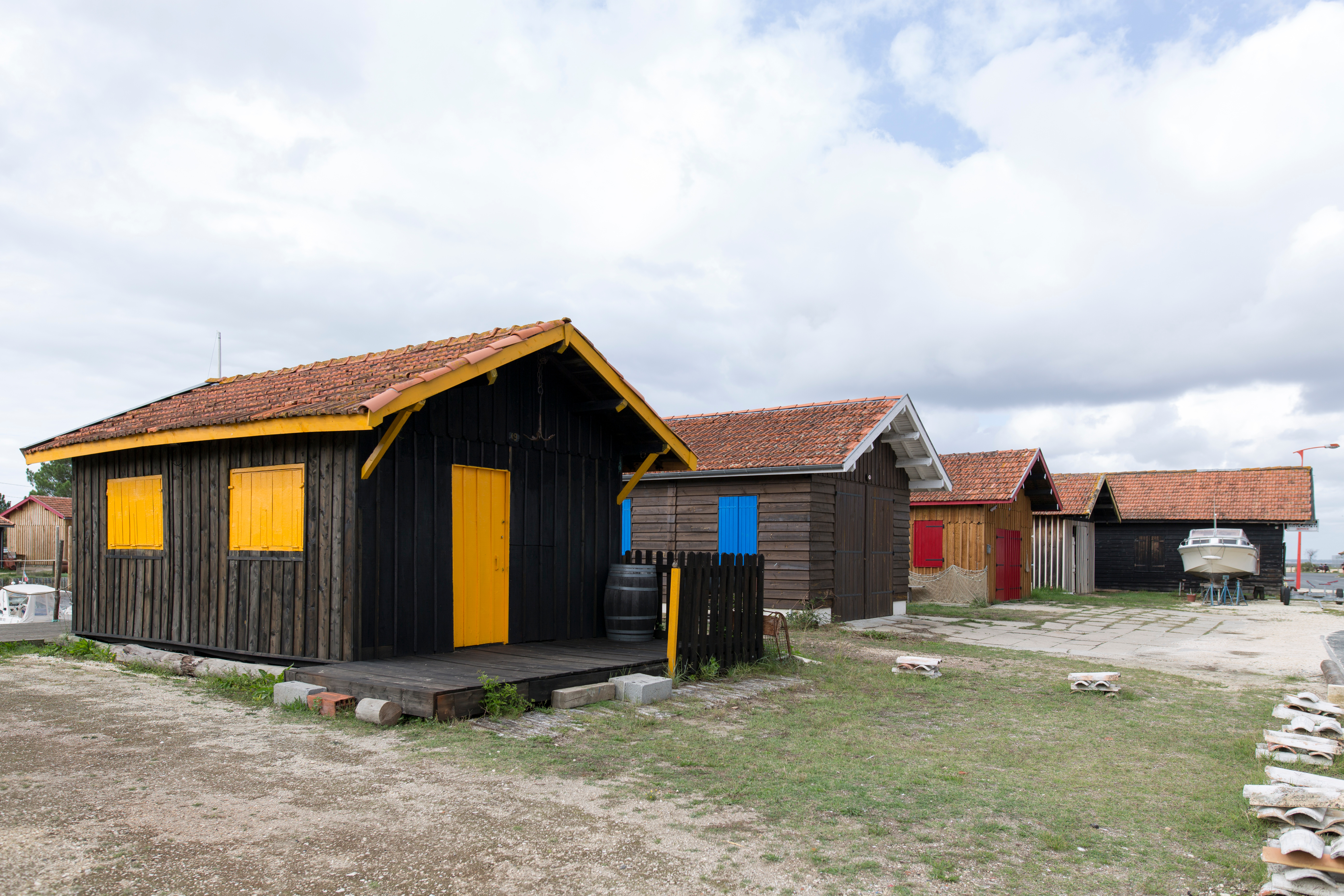
Cabanes au port de la Hume.

### Occupation des sols

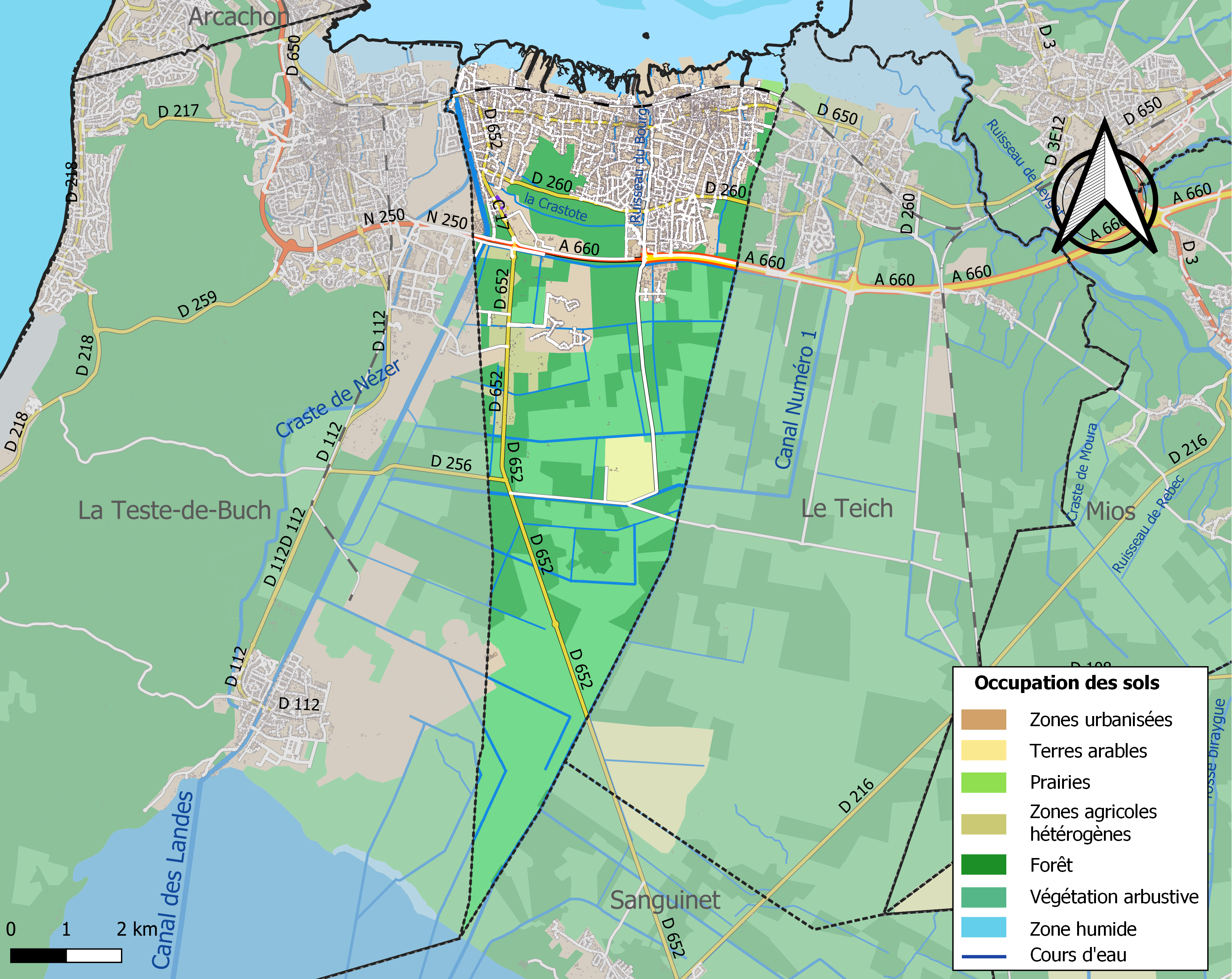
Carte des infrastructures et de l'occupation des sols de la commune en 2018 (CLC).

L'occupation des sols de la commune, telle qu'elle ressort de la base de données européenne d’occupation biophysique des sols Corine Land Cover (CLC), est marquée par l'importance des forêts et milieux semi-naturels (63,2 % en 2018), en diminution par rapport à 1990 (71 %). La répartition détaillée en 2018 est la suivante : 
milieux à végétation arbustive et/ou herbacée (34,1 %), forêts (29,1 %), zones urbanisées (22,3 %), espaces verts artificialisés, non agricoles (4,5 %), zones industrielles ou commerciales et réseaux de communication (3,8 %), zones agricoles hétérogènes (3,2 %), terres arables (2,1 %), zones humides côtières (0,6 %), prairies (0,2 %). L'évolution de l’occupation des sols de la commune et de ses infrastructures peut être observée sur les différentes représentations cartographiques du territoire : la carte de Cassini (XVIIIe siècle), la carte d'état-major (1820-1866) et les cartes ou photos aériennes de l'IGN pour la période actuelle (1950 à aujourd'hui).

### Voies de communication et transports
Gujan-Mestras est desservie par le TER Nouvelle-Aquitaine reliant Arcachon à Bordeaux grâce aux deux gares de la ligne de Lamothe à Arcachon situées sur la commune : celles de La Hume et Gujan-Mestras.
La ville est également desservie par le réseau de bus Baïa, qui relie la Dune du Pilat à Facture-Biganos, géré par la Communauté d'agglomération Bassin d'Arcachon Sud-Pôle Atlantique. Les lignes 4 à 7 traversent la commune.

### Risques majeurs
Le territoire de la commune de Gujan-Mestras est vulnérable à différents aléas naturels : météorologiques (tempête, orage, neige, grand froid, canicule ou sécheresse), inondations, feux de forêts et séisme (sismicité très faible). Un site publié par le BRGM permet d'évaluer simplement et rapidement les risques d'un bien localisé soit par son adresse soit par le numéro de sa parcelle.
La commune fait partie du territoire à risques importants d'inondation (TRI) d’Arcachon, regroupant les 10 communes du bassin d'Arcachon concernées par un risque de submersion marine, un des 18 TRI qui ont été arrêtés fin 2012 sur le bassin Adour-Garonne. Aux XXe et XXIe siècles, les événements significatifs sont ceux de 1882, 1896, 1897 puis 1924, 1951, 1984 et 1999. Au XXe siècle, les tempêtes Klaus, entre le 23 et le 25 janvier 2009 et Xynthia des 27 et 28 février 2010 ont marqué les esprits. Des cartes des surfaces inondables ont été établies pour trois scénarios : fréquent (crue de temps de retour de 10 ans à 30 ans), moyen (temps de retour de 100 ans à 300 ans) et extrême (temps de retour de l'ordre de 1 000 ans, qui met en défaut tout système de protection). La commune a été reconnue en état de catastrophe naturelle au titre des dommages causés par les inondations et coulées de boue survenues en 1982, 1993, 1999, 2009, 2013, 2014 et 2020,.
Gujan-Mestras est exposée au risque de feu de forêt. Depuis le 20 avril 2016, les départements de la Gironde, des Landes et de Lot-et-Garonne disposent d’un règlement interdépartemental de protection de la forêt contre les incendies. Ce règlement vise à mieux prévenir les incendies de forêt, à faciliter les interventions des services et à limiter les conséquences, que ce soit par le débroussaillement, la limitation de l’apport du feu ou la réglementation des activités en forêt. Il définit en particulier cinq niveaux de vigilance croissants auxquels sont associés différentes mesures,.

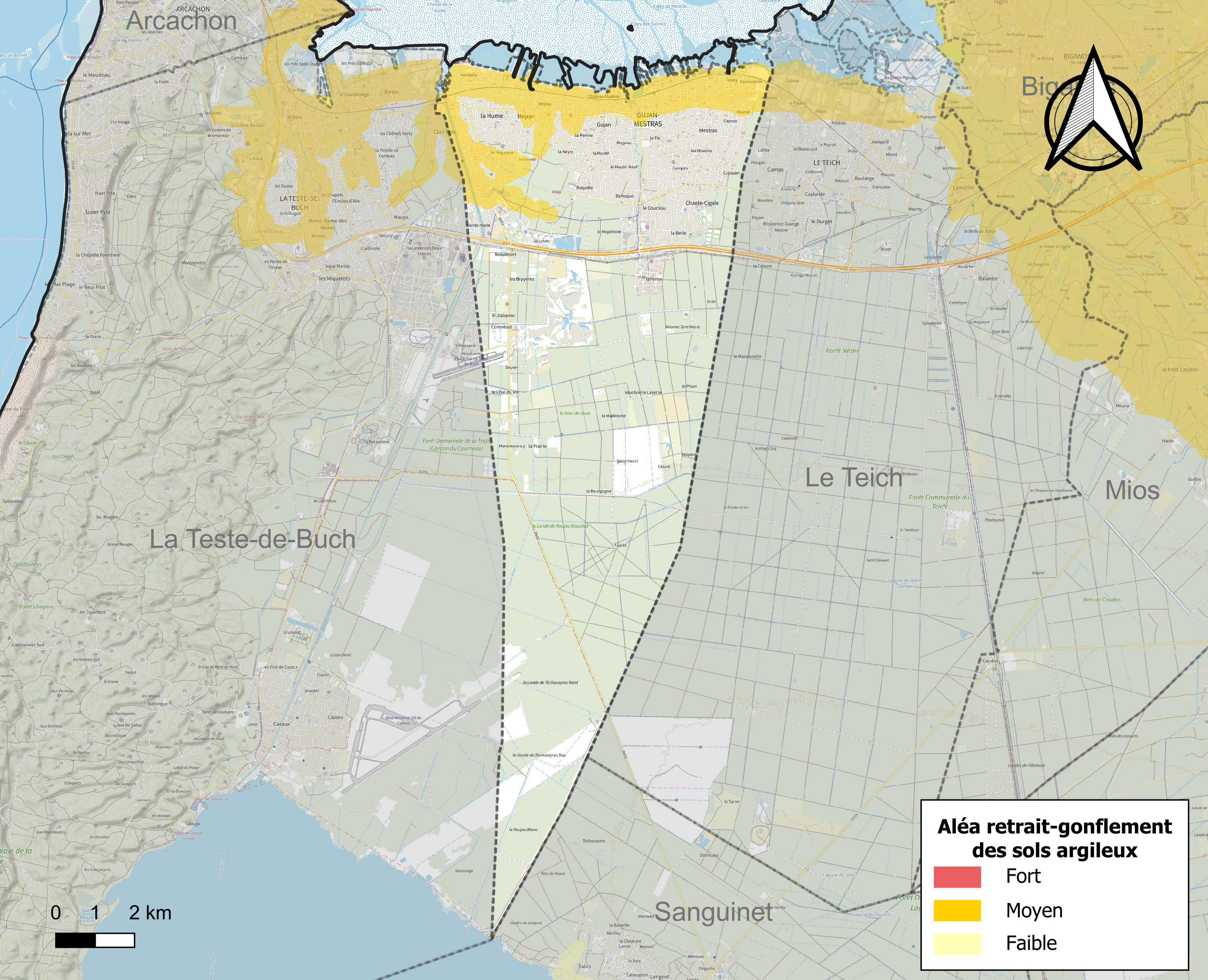
Carte des zones d'aléa retrait-gonflement des sols argileux de Gujan-Mestras.

Le retrait-gonflement des sols argileux est susceptible d'engendrer des dommages importants aux bâtiments en cas d’alternance de périodes de sécheresse et de pluie. 11,5 % de la superficie communale est en aléa moyen ou fort (67,4 % au niveau départemental et 48,5 % au niveau national). Sur les 9 984 bâtiments dénombrés sur la commune en 2019, 3 833 sont en aléa moyen ou fort, soit 38 %, à comparer aux 84 % au niveau départemental et 54 % au niveau national. Une cartographie de l'exposition du territoire national au retrait gonflement des sols argileux est disponible sur le site du BRGM,.
Par ailleurs, afin de mieux appréhender le risque d’affaissement de terrain, l'inventaire national des cavités souterraines permet de localiser celles situées sur la commune.
Concernant les mouvements de terrains, la commune a été reconnue en état de catastrophe naturelle au titre des dommages causés par des mouvements de terrain en 1999.

## Toponymie
Les toponymes Gujan et Mestras auraient pour origine des patronymes du peuple Boïates qui se sont installés sur les rives de la Leyre 650 ans avant Jésus-Christ.
Le nom gascon de la commune est Gujan e Mestràs.
Ses habitants sont appelés les Gujanais.

## Histoire
Pour l'état de la commune au XVIIIe siècle, voir l'ouvrage de Jacques Baurein.
À la Révolution, la paroisse Saint-Maurice (ou Saint-Exupère) de Gujan forme la commune de Gujan.
En 1803, les autres municipalités du département durent envoyer à la préfecture une étude sur la topographie, l’agriculture, l’industrie de sa commune, ainsi que sur l’état des habitants. À ce moment-là, cette étude regroupa deux quartiers que sont Gujan et Mestras sous le nom de commune Gujan. Cette étude ne prit pas en compte les rivalités qui existaient entre ces deux quartiers. Ainsi, jusqu'en 1936, le nom officiel fut simplement Gujan.
C'est le décret du 24 mars 1936 qui a légalisé le nom de Gujan-Mestras, entérinant l'union de ces deux principaux quartiers de la commune, les villages de La Hume et de Meyran constituant des écarts.

### La coccinelle et les barbots
Selon Jacques Ragot, depuis au moins le XIIIe siècle, le vin est, avec la résine de pin, la principale ressource agricole du Captalat de Buch, seigneurie comprenant les paroisses de La Teste, de Cazaux et de Gujan. Cette ressource suffit à ses habitants et leur permet de commercer avec d'autres provinces pour s'approvisionner en grain. En 1745, bien que les terres du Captalat soient des plus impropres à la culture des céréales de la généralité de Bordeaux, l'intendant Louis-Urbain-Aubert, marquis de Tourny, y prescrit « l'arrachage des vignes de moins de cinq ans, dans le but d'augmenter la surface semées en céréales et de réduire ainsi la pénurie des grains et les risques de famine ». Après de nombreuses protestations convenablement argumentées, le litige prend fin en 1759.
Ici comme ailleurs, l'exploitation de la vigne est victime de l'attaque d'insectes parasites, de « grapilleurs » (voleurs de grappes mûres) ou de chiens errants [sic] mais ce sont bien les insectes qui font le plus de dégâts.
En langue gasconne, tous les coléoptères sont nommés « barbots » (prononcer barbott's) et c'est le « barbot bleu » appelé aussi « altise de la vigne » ou « eumolpe de la vigne », remarqué en France dès le début du XVIIe siècle qui, à la fin du siècle suivant, contraint tous les habitants du Captalat à se livrer à une véritable « chasse aux barbots ». Cette corvée consiste en la capture des coléoptères adultes, à l'arrachage des feuilles et sarments portant œufs ou larves et de tout incinérer mais, par négligence ou paresse des « chasseurs », des barbots réapparaissent l'année suivante (cet insecte hiverne à l’état larvaire sous terre puis s’attaque aux jeunes sarments et plus particulièrement au limbe de la feuille dès sa transformation en insecte). Un arrêté du conseil général (cantonal) de 1798 (21 floréal an VI) repris le 17 juin 1824 formalise les collectes de barbots. Les habitants de Gujan passant pour posséder un esprit plus religieux que ceux de La Teste, font au premier signe avant coureur d'une invasion, appel à leur curé pour organiser dans les vignes une procession censée attirer la colère divine sur les prédateurs. C'est vraisemblablement à la suite du piètre résultat d'une telle procession que des Testerins moqueurs se sont mis à affubler leurs voisins du surnom de « barbots ». Mais ceux-ci trouvèrent un qualificatif tout aussi « entomologique » pour désigner les habitants de La Teste.
Querelle de clochers oblige, La Teste-de-Buch, éternelle adversaire de Gujan sur les terrains de rugby, étendit l'appellation de « Barbots » aux équipiers Gujanais. Ces derniers finirent par l'accepter, à un point tel qu'en 1921, à l'occasion d'un match les opposant aux Testerins, ils prirent un barbot pour emblème. Il ne s'agissait cependant pas de l'eumolpe de la vigne mais plus joliment d'un autre type de barbot, une coccinelle, coléoptère ayant meilleure réputation.
Ce jour-là, devant une foule considérable et pour la première fois, les joueurs gujanais pénétrèrent sur le stade de La Teste en arborant sur leur poitrine ce nouvel écusson. C'est ainsi que le barbot, ou plus précisément la coccinelle, devint l'emblème de Gujan-Mestras, jusqu'à être, pendant quelques années, présent et d'une bonne taille pour être visible de loin, au sommet du château d'eau.
De nos jours, tout Gujan-Mestras — y compris un parc de loisirs — a adopté la coccinelle qui non seulement orne les maillots des sportifs, les insignes d'autres clubs ou associations, mais aussi des bâtiments et véhicules communaux, les plaques indiquant le nom des rues, bien des automobiles des conducteurs locaux (sans oublier les larges et ronds autocollants de la foire aux huîtres qui permettaient de repérer un barbot — ou un de ses habitués — de loin), et le blason de la commune.

## Politique et administration

### Liste des maires
| Période                                  | Période   | Identité                 | Étiquette       | Qualité |
| ---------------------------------------- | --------- | ------------------------ | --------------- | --- |
| mars 1946                                | juin 1965 | Paul Pouget              |                 | |
| mars 1965                                | juin 2006 | Michel Bézian            | DVD             | démissionnaire et décédé en 2006                                                                                     |
| juil. 2006                               | En cours  | Marie-Hélène des Esgaulx | UMP-LR puis DVD | Avocate, Conseillère régionale (1986-2002), député (2002-2008), sénateur (2008-2017), Présidente de la COBAS (2014-) |
| Les données manquantes sont à compléter. |           |                          |                 | |

### Politique de développement durable
La ville a engagé une politique de développement durable en lançant une démarche d'Agenda 21 en 2010.

### Jumelages
- Santa María de Cayón, communauté autonome de Cantabrie (Espagne)[36].

## Démographie
| 1793  | 1800  | 1806  | 1821  | 1831  | 1836  | 1841  | 1846  | 1851  |
| ----- | ----- | ----- | ----- | ----- | ----- | ----- | ----- | ----- |
| 1 639 | 1 797 | 1 785 | 1 809 | 1 929 | 2 183 | 2 440 | 2 574 | 2 685 |

| 1856  | 1861  | 1866  | 1872  | 1876  | 1881  | 1886  | 1891  | 1896  |
| ----- | ----- | ----- | ----- | ----- | ----- | ----- | ----- | ----- |
| 2 579 | 2 686 | 2 833 | 3 029 | 3 433 | 3 906 | 4 056 | 3 916 | 4 019 |

| 1901  | 1906  | 1911  | 1921  | 1926  | 1931  | 1936  | 1946  | 1954  |
| ----- | ----- | ----- | ----- | ----- | ----- | ----- | ----- | ----- |
| 4 136 | 4 264 | 4 659 | 4 014 | 4 038 | 4 065 | 4 394 | 4 317 | 5 033 |

| 1962  | 1968  | 1975  | 1982  | 1990   | 1999   | 2006   | 2011   | 2016   |
| ----- | ----- | ----- | ----- | ------ | ------ | ------ | ------ | ------ |
| 5 694 | 6 687 | 7 613 | 8 600 | 11 433 | 14 958 | 17 031 | 19 815 | 20 933 |

| 2021   | 2022   | - | - | - | - | - | - | - |
| ------ | ------ | - | - | - | - | - | - | - |
| 22 399 | 22 643 | - | - | - | - | - | - | - |

| selon la population municipale des années : | 1968 | 1975 | 1982 | 1990 | 1999 | 2006 | 2009 | 2013 |
| Rang de la commune dans le département      | 19   | 19   | 19   | 19   | 17   | 15   | 15   | 15   |
| Nombre de communes du département           | 548  | 543  | 543  | 542  | 542  | 542  | 542  | 542  |

## Économie
L'ostréiculture et la construction navale (Couach, Dubourdieu...) sont les principales activités des 7 ports de la commune.

## Sports
- Rugby à XV : l'Union athlétique Gujan-Mestras (UA Gujan-Mestras) a joué en première division pendant plusieurs années et est actuellement (2022-2023) engagé en Fédérale 1.
- Roller Skating Gujan-Mestras,club de patin à roulettes (course; Rink-Hockey; Artistique) fondé en 1929. La section de Rink-Hockey a remporté plusieurs titres de champion de France et des participations aux championnats d'Europe. En 2016 il évolue en nationale 3 et comprend plusieurs champion d'Aquitaine et du sud ouest dans diverses catégories. Les trois sections représentant les 3 spécialité sont désormais des associations indépendantes.Roller skating de Gujan-Mestras

### Lieux et monuments
- L'église Saint-Maurice du XIVe siècle avec son retable baroque du XVIIe siècle restauré en l'an 2000.
- Le parc de la Chêneraie où l'on peut découvrir le canal des Landes. Cette voie artificielle est un vestige de Vauban qui aurait dû permettre de relier le bassin d'Arcachon à Bayonne à travers les étangs landais. Grâce à cette réalisation monumentale, des investisseurs audacieux tentèrent diverses cultures dont le riz. Faute de bras et d'eau, ce projet ne fut jamais achevé.
- Cinéma Gérard-Philipe[45], dans le quartier de la Hume, rénové en 2018[46].
- Parcs de loisirs Eratopia (ex "Bassin des Loisirs)" :
  - 3 parcs d’attractions : Aqualand, La Coccinelle, Kid Parc
  - 8 activités de loisirs : Jeu laser "Laser Lander", Bassin aventures, minigolf "Max Golf", parcours de golf "Blue Golf", La cité perchée, Piscine, Jet expérience, Mini port pirate
  - Le Casino de Gujan-Mestras, ouvert en 2005, est situé à proximité du lac de Magdeleine et à côté du Blue Golf de Gujan-Mestras[47].
  - Le Bowlingstar alignant seize pistes de Bowling, ouvert le 15 mai 2009. Il est situé entre le Casino et le parc Aqualand[48].
  - Piscine & Spa Gujan Mestras.
  - 3 restaurants : La Féria, Bistro Régent, Burger King; 2 hôtels : Ibis Styles, B&B Hotels
- La Maison de l'huître est un petit musée consacré à la culture de l'huître dans le bassin d'Arcachon.
- Plage de kite-surf à la hume.

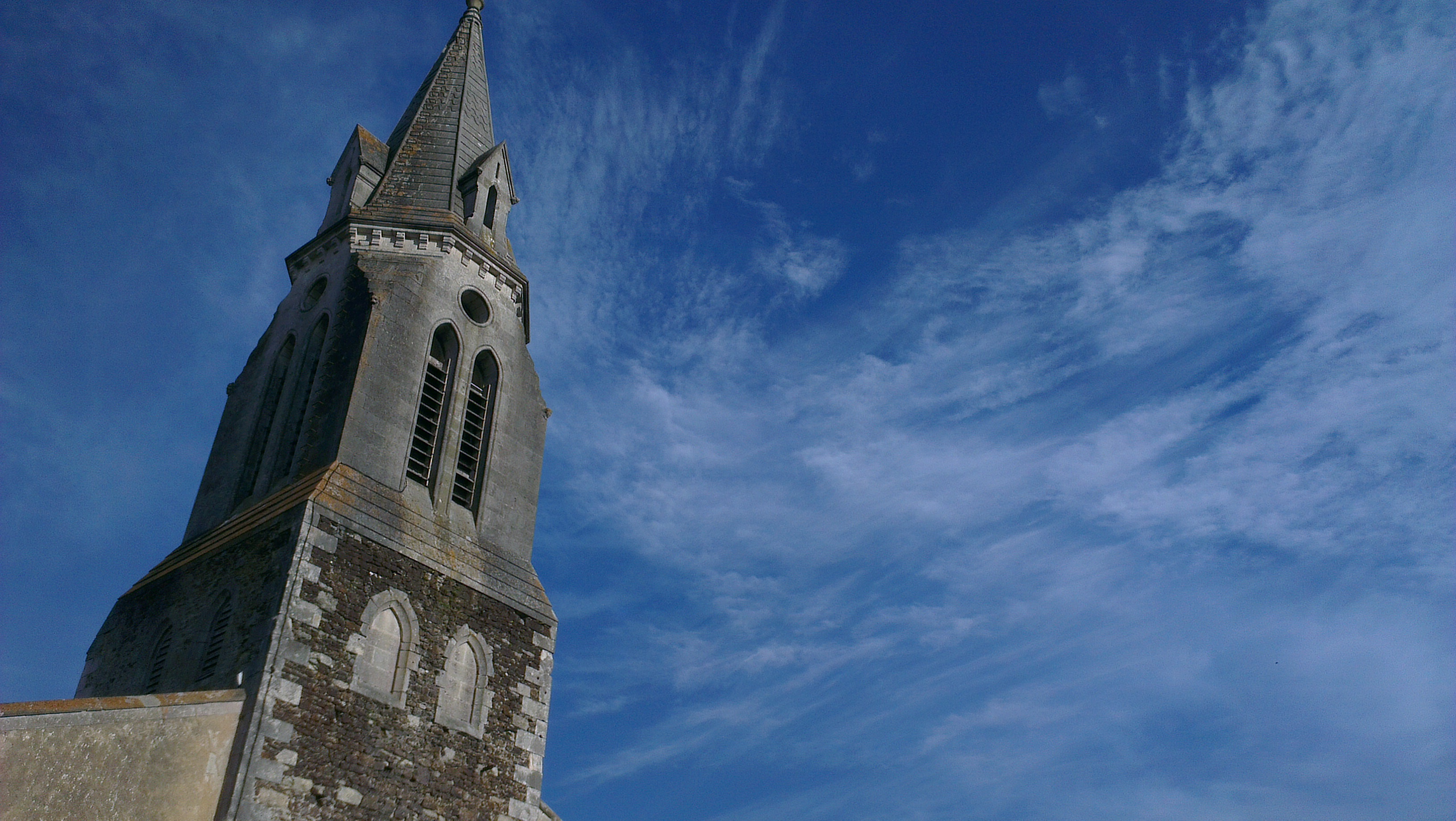
L'église Saint-Maurice.
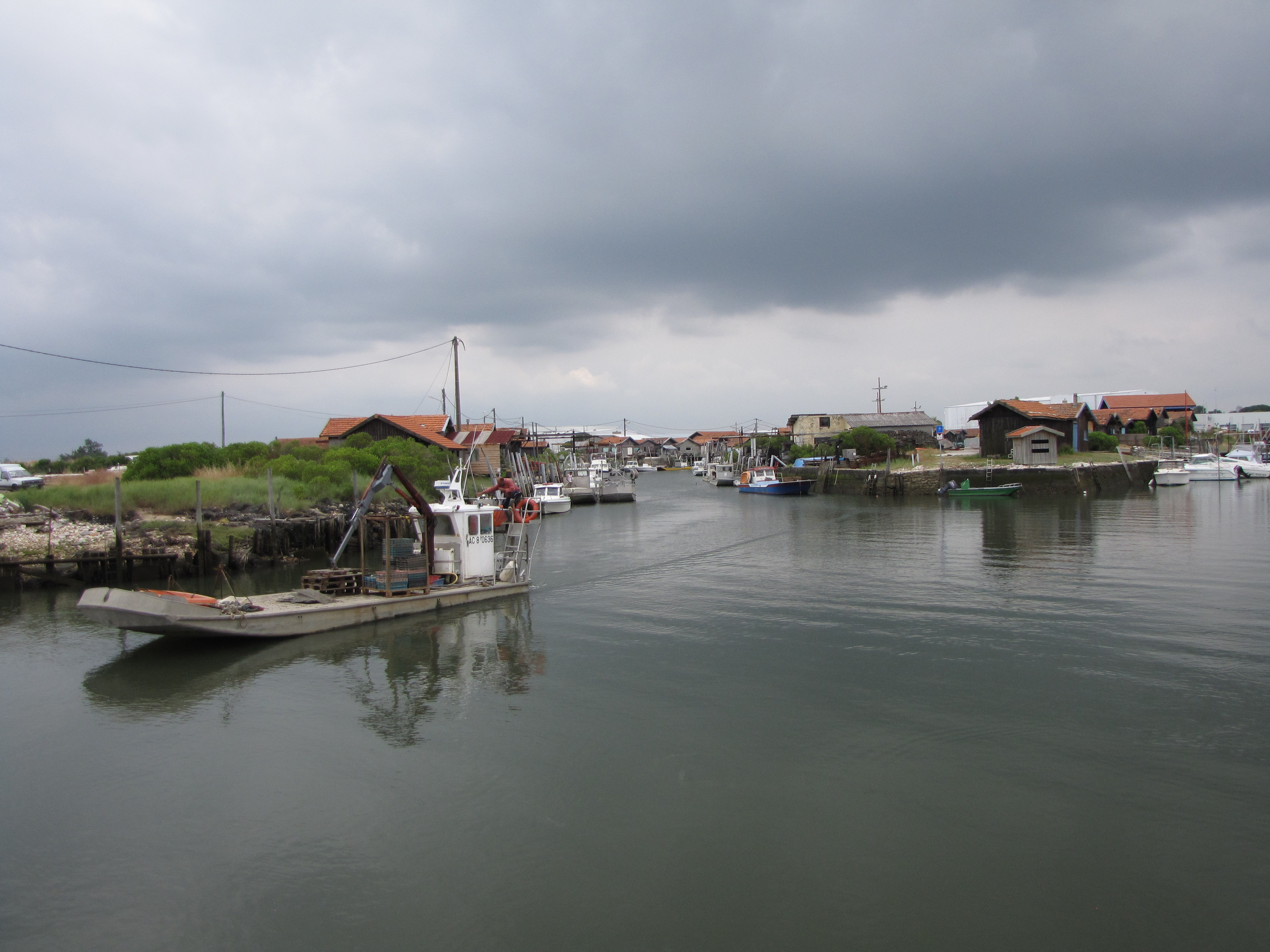
Le port ostréicole.
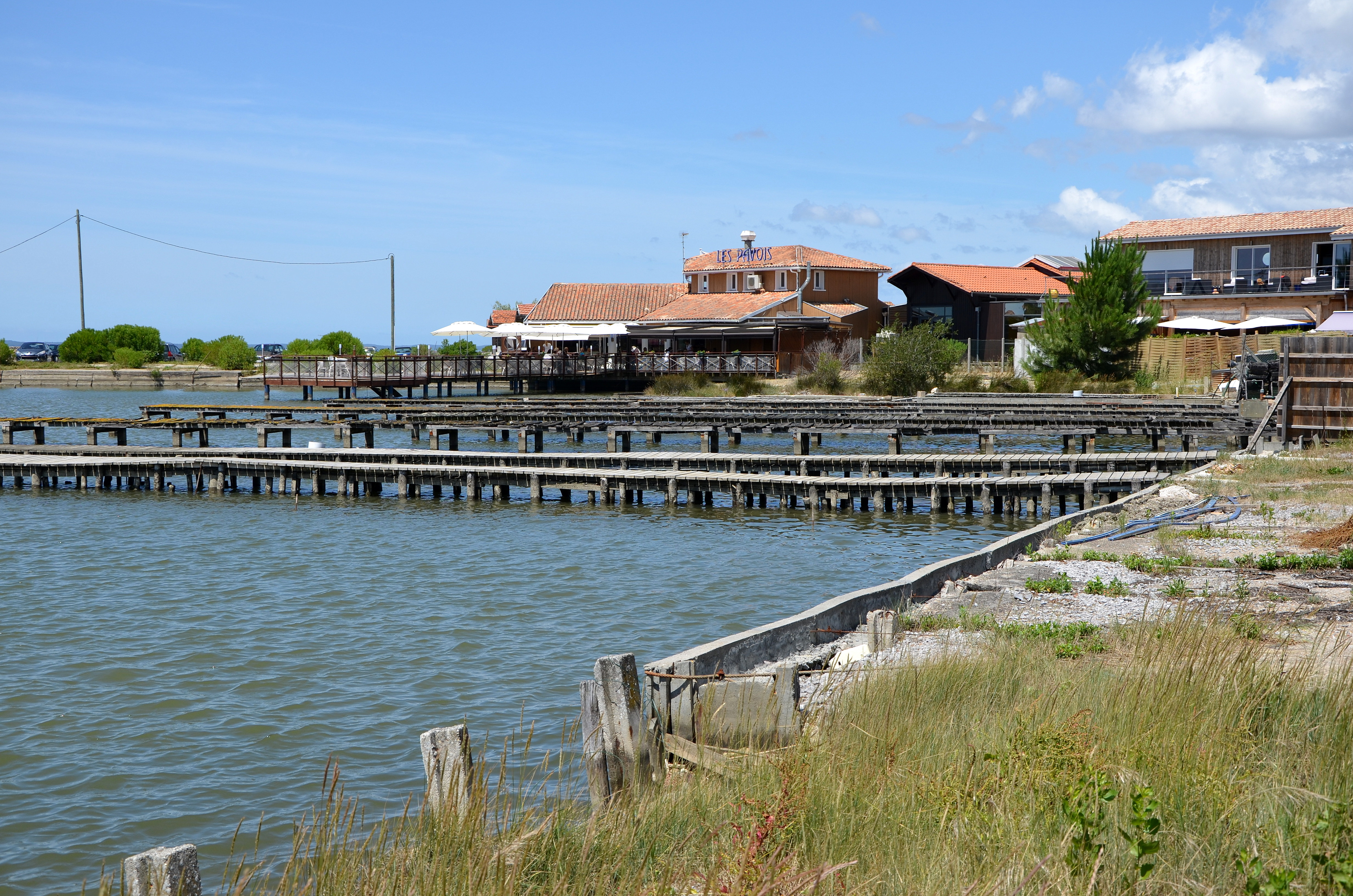
Parc à huîtres.
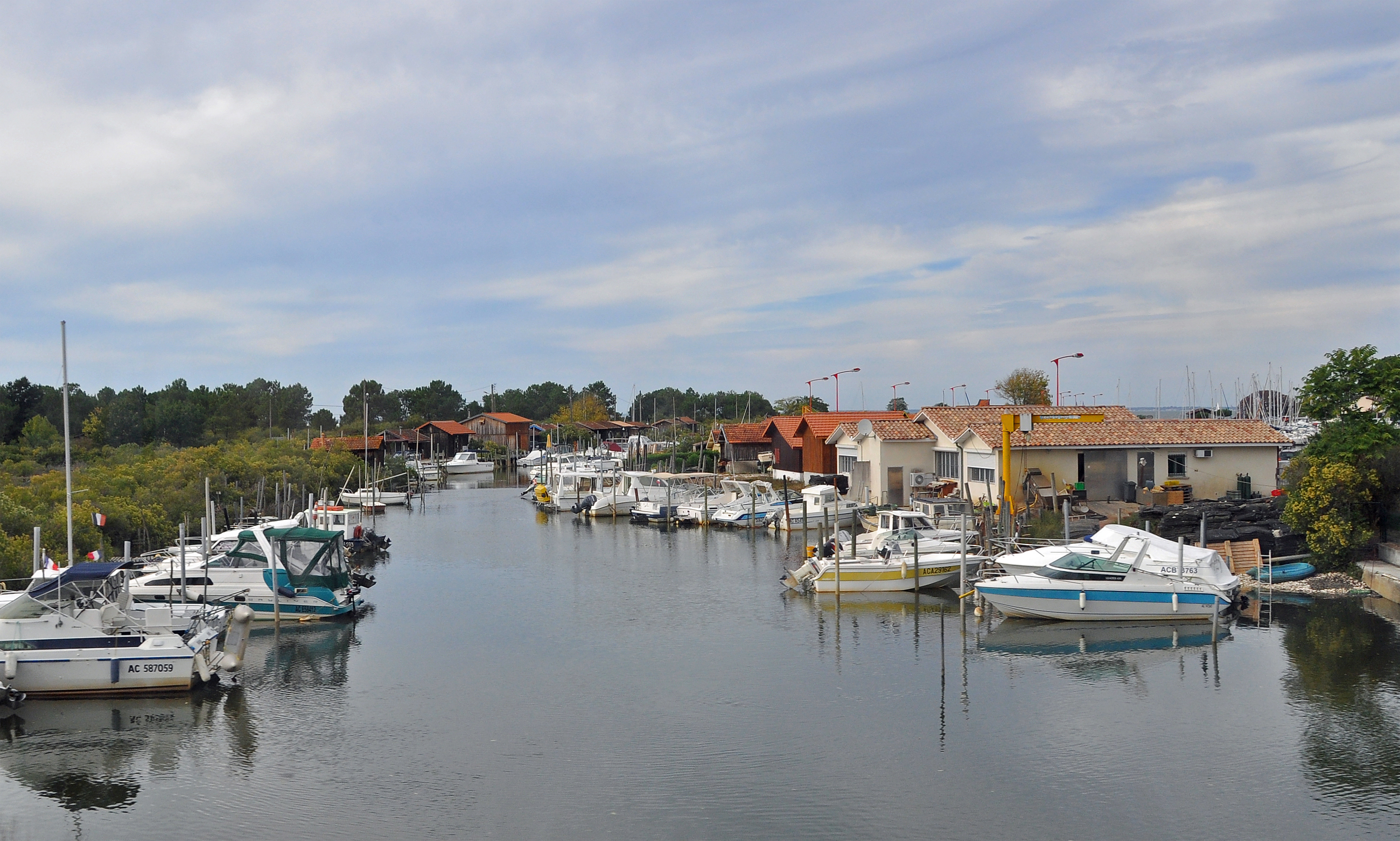
Le port de plaisance de la Hume.
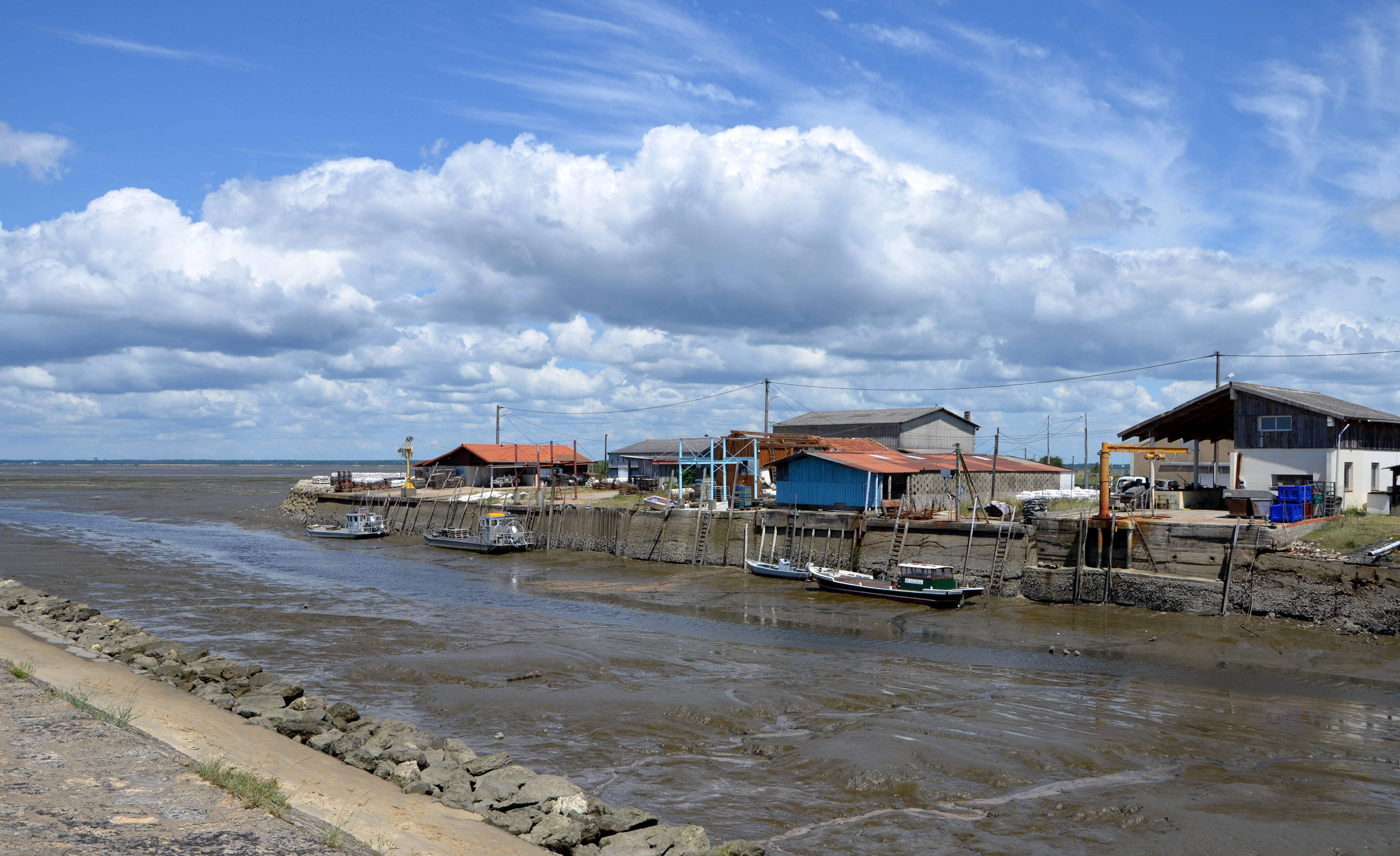
Le port de Larros à marée basse.

### Personnalités liées à la commune
- Jean-François-Louis Merlet (1878-1942) : journaliste, poète et écrivain décédé à Gujan-Mestras.
- Michèle Alfa (1911-1987), née Alfreda Bassignot[49], actrice française née dans la commune.
- Pierre Dignac (1876-1973) homme politique français  né dans la commune.
- Claude Castaing (1922-1962), acteur français né dans la commune.
- Fréro Delavega, duo musical composé de Jérémy Frérot (né le 17 mars 1990) et Florian Delavega (né le 12 juin 1987), originaires de la commune.
- Pierre-Ambroise Bosse, athlète français spécialiste du 800 mètres, licencié à l'UA Gujan-Mestras.

### Héraldique
| Armes | Les armes de Gujan-Mestras se blasonnent ainsi : Taillé, au premier de sinople à la coccinelle de gueules de sept points de sable, la tête et les pattes du même, au second de sable au voilier de gueules habillé d'argent et flammé aussi de gueules, voguant à senestre sur une mer d'azur, surmontée à dextre d'un pin maritime de sinople sur une terrasse isolée d'or ; à la cotice en barre d'or brochant sur la partition ; le tout sommé d'un chef de sable chargé de trois huîtres d'or posées en bande, en pal et en barre. |